# 米哈伊利夫卡 (諾夫霍羅德-錫韋爾斯基區)
52°13′52″N 33°10′58″E / 52.23111°N 33.18278°E
米哈伊利夫卡（烏克蘭語：Михайлівка）是位於烏克蘭北部的村莊，由切爾尼戈夫州裡诺夫霍罗德-锡韦尔斯基区的諾夫霍羅德-錫韋爾斯基市鎮負責管轄。該村面積0.42平方公里，海拔高度181米，2001年人口61，人口密度每平方公里145.2人。